# Província de Golestan

Comtats de Golestan

La província de Golestān (persa: استان گلستان, Ostān-e Golestān) és una de les 31 províncies de l'Iran; està situada al nord-est del país al sud de la mar Càspia. La seva capital és la ciutat de Gorgan.
Està ubicada en la regió 1 des de 2014.
Golestān va sortir de la província de Mazandaran el 1997. El 2006 tenia 1,6 milions d'habitants i una superfície de 20.380 km². Està dividida en 12 comtats: Aliabad, Aqqala Azadshahr, Bandar-e Gaz Gonbad-e, Qabus Gorgan Kalaleh, Kordkuy, Maraveh Tappeh, Minudasht Ramian i Torkaman. Anteriorment, Gorgan s'havia anomenat Esterabad o Astarabad (fins a 1937).

## Història

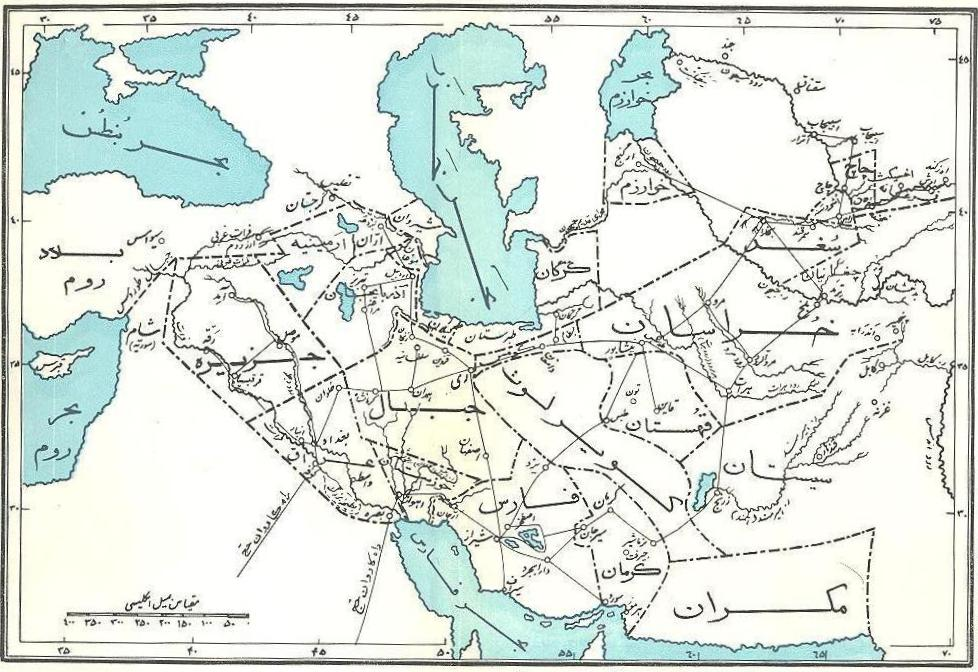
Mapa del califat abassí mostrant la província de Gorgan precursora del Golestan

Jorjan es pot veure actualment prop de Gonbad-e Qabus; va ser una ciutat important en la ruta de la Seda. Els Hyrcans (nom grec de Gorgan) es mencionen per Heròdot en la seva llista de l'exèrcit de Xerxes.

## Clima i geografia
El Golestān té un clima temperat i està dividit entre les planes i les muntanyes Alborz. El cim més alt és el Shavar, amb 3.945 metres.
Hi ha el Parc Nacional de Golestan, que és el més gran de l'Iran i ocupa el Golestan, Mazandaran i Khorasan nord.